# Quinteros-Gletscher
Der Quinteros-Gletscher (spanisch Glaciar Quinteros) ist ein Gletscher im westantarktischen Queen Elizabeth Land. Sein Entstehungsgebiet liegt auf dem Polarplateau südlich der Pensacola Mountains.
Argentinische Wissenschaftler benannten ihn. Der weitere Benennungshintergrund ist nicht überliefert.